# Francisco Mendiburu Galíndez
Francisco Javier Mendiburu Galíndez es un pelotari mexicano. Nació el 27 de noviembre de 1973 en el Estado de México. Durante el Campeonato del Mundo de Pelota Vasca de 2002 ganó la medalla de bronce en la especialidad de Pala corta junto a Rodrigo Ledesma Ballesteros. Para el Campeonato del Mundo de Pelota Vasca de 2006 logró la medalla de oro en la especialidad de Paleta cuero junto a Rodrigo Ledesma Ballesteros y la medalla de bronce en la especialidad de pala corta junto a Pedro Aguirre Lesaca.